# Кубок Іспанії з футболу 1910
У зв'язку з розколом між іспанськими футбольними клубами були проведені два паралельних змагання: організовані Королівською іспанською футбольною федерацією (FECF) у Мадриді та Союзом іспанських футбольних клубів (UECF) у Сан-Себастьяні. Обидва турніри сьогодні визнані офіційними.

## Кубок FECF
FECF Кубок Іспанії з футболу 1910 — 8-й розіграш кубкового футбольного турніру в Іспанії. Титул вперше здобула Барселона. 

### Матчі
| Команда 1          | Рахунок | Команда 2              |
| ------------------ | ------- | ---------------------- |
| 23 травня 1910     |         |                        |
| Еспаньйол (Мадрид) | 3:1     | Депортіво (Ла-Корунья) |
| 24 травня 1910     |         |                        |
| Барселона          | 5:0     | Депортіво (Ла-Корунья) |
| 26 травня 1910     |         |                        |
| Барселона          | 3:2     | Еспаньйол (Мадрид)     |

### Фінал
| 26 травня 1910 |

| Барселона                                | 3:2      | Еспаньйол (Мадрид)      |
| ---------------------------------------- | -------- | ----------------------- |
| Ч.Воллес 58' К.Комамала 70' Родрігес 89' | Протокол | Альварес-Буйлья 5', 12' |

| Тіро дель Пічон, Мадрид Арбітр: Пабло Леммель |

## Кубок UECF
UECF Кубок Іспанії з футболу 1910 — 9-й розіграш кубкового футбольного турніру в Іспанії. Титул втретє  здобув Атлетік (Більбао). 

### Матчі
| Команда 1         | Рахунок | Команда 2 |
| ----------------- | ------- | --------- |
| 19 березня 1910   |         |           |
| Атлетік (Більбао) | 2:1     | Мадрид    |
| 20 березня 1910   |         |           |
| Атлетік (Більбао) | 1:0     | Васконія  |
| 21 березня 1910   |         |           |
| Васконія          | 2:0     | Мадрид    |

### Фінал
| 20 березня 1910 |

| Атлетік (Більбао) | 1:0      | Васконія |
| ----------------- | -------- | -------- |
| Іса 56'           | Протокол |          |

| Ондаррета, Сан-Себастьян Арбітр: Д.Лаба |